# Scott Bakula
Scott Stewart Bakula (n. 9 octombrie 1954) este un actor american, cunoscut mai ales pentru personajul Sam Beckett, din serialul de televiziune Capcana timpului. Pentru interpretarea acestui rol, el a primit premiul Globul de Aur pentru cel mai bun actor (dramă) în 1991 și patru nominalizări la premiul Emmy. Un alt rol important al său este cel al căpitanului Jonathan Archer, în serialul Star Trek: Enterprise. Bakula a apărut și ca invitat special în sezoanele doi și trei ale serialului NBC Chuck, în rolul lui Stephen Bartowski, tatăl personajului principal.
Cel mai recent rol interpretat de Bakula este personajul Terry, din serialul TNT Men of a Certain Age.
Seful Pride din NCIS:New Orleans

## Anii copilăriei și tinereții
Bakula s-a născut în orașul St. Louis din statul american Missouri, și este fiul lui Sally și al lui Stewart J. Bakula, pianist și avocat de origine croată. În timpul liceului, pe care l-a absolvit în anul 1973, el a activat în fotbal, tenis și teatru. Tot în perioada liceului, a obținut rolul principal în muzicalurile Godspell și Joseph and the Amazing Technicolor Dreamcoat, la Biserica Presbiteriană din Kirkwood. El a jucat, de asemenea, rolul Tevye într-o producție independentă a muzicalului Fiddler on the Roof, la liceul din Kirkwood. Bakula a urmat cursurile universității din Kansas până în anul 2.

## Cariera
Bakula a abandonat facultatea pentru a urma o carieră în actorie, după ce a primit rolul principal într-un turneu național cu piesa muzicală Godspell. Turneul a fost anulat înainte de a începe, iar Bakula s-a mutat la New York. La scurt timp, el a obținut un rol într-o producție a muzicalului Shenandoah, în Carolina de Nord.
În 1983, Bakula și-a făcut debutul pe Broadway, interpretând rolul lui Joe DiMaggio în muzicalul Marilyn: An American Fable. Debutul în televiziune a venit odată cu reclamele pentru firma de băuturi răcoritoare Canada Dry și pentru cafeaua decofeinizată Folgers.

Bakula în rolul doctorului Sam Beckett, alături de partenerul său Dean Stockwell, în Capcana timpului

Prestația sa în muzicalul de pe Broadway Romance/Romance, pentru care a primit și o nominalizare la premiile Tony, l-a ajutat să obțină rolul principal, alături de Dean Stockwell, în mult apreciatul serial de televiziune Capcana timpului. În acest serial științifico-fantastic, Bakula joacă rolul doctorului Sam Beckett, un savant care construiește o mașină a timpului. În urma unei defecțiuni, el devine prizonierul propriului experiment, călătorind în diverse perioade din trecut, pentru a îndrepta situații ce luaseră o întorsătură nefericită. Prestația sa în rolul genialului savant i-a adus un premiu Globul de Aur (împreună cu trei nominalizări), patru nominalizări la premiul Emmy pentru „Cel mai bun actor” și cinci premii consecutive ale organizației Viewers For Quality Television pentru „Cel mai bun actor într-un serial dramatic”.

Bakula în rolul căpitanului Jonathan Archer în Star Trek: Enterprise

În 1995, Bakula a apărut pe coperta revistei Playgirl. În 1997, el și-a împrumutat vocea personajului Danny Cat din Cats Don't Dance, un film animat foarte apreciat, dar puțin cunoscut, în care acesta cântă o melodie alături de Natalie Cole. În 1998, Bakula a interpretat rolul aruncătorului veteran Gus Cantrell, în filmul Major League: Back to the Minors, ultimul din trilogia Major League. El a jucat de asemenea rolul lui Jim Olmeyer, partnerul de același sex al lui Jim Berkley, interpretat de Sam Robards, în filmul Frumusețe americană (1999), câștigător al premiului Oscar.
În serialul Star Trek: Enterprise, Bakula a dat viață personajului Jonathan Archer, căpitanului primei nave interstelare pământene, capabilă să străbată distanțe mari. În 2006, el a reluat acest rol în jocul Star Trek Legacy pentru  PC și Xbox 360. Tot în 2006, la Teatrul Ford din Washington, D.C., Bakula a jucat în spectacolul muzical Shenandoah, în care a avut și primul lui rol ca actor profesionist în 1976. El a interpretat de asemenea melodia „Pig Island” pe discul pentru copii Philadelphia Chickens al  Sandrei Boynton, intitulat „Pentru toate vârstele, mai puțin 43”.
Printre celalte prestații muzicale ale lui Bakula se numără cea de la Hollywood Bowl din 1996 și 2004, cea de la Carnegie Hall în 1995, cu ocazia unui spectacol caritabil în care a cântat melodia Anyone Can Whistle a lui  Stephen Sondheim, și cea de la gala premiilor Kennedy Center Honors în 1993 și 2003, în onoarea lui Sondheim și a lui Carol Burnett.
Scott Bakula a declarat pentru publicația TV Guide Magazine că ar putea juca din nou rolul lui Sam Beckett într-un film inspirat din celebrul serial Capcana timpului, alături de Dean Stockwell. La convenția Comic Con din 2010, el a anunțat că se lucra la un scenariu pentru film, dar că, deși avea să apară în film, nu deținea rolul principal.

## Apariții recente

Bakula pe 30 aprilie 2011, la convenția pe teme științifico-fantastice FedCon XX, 28 aprilie - 1 mai 2011, Düsseldorf, Germania

Bakula a interpretat mai multe cântece din cariera sa în cadrul unui spectacol intitulat O seară cu Scott Bakula pe 18 ianuarie 2008, pentru a sprijini restaurarea istoricului Teatru Ford din New York. Bakula a avut trei apariții în 2008. El e jucat rolul avocatului Jack Ross în episodul „Glow in the Dark” din serialul Boston Legal, difuzat pe 12 februarie 2008, la postul de televiziune ABC.  În perioada 4 martie - 20 aprilie, a interpretat rolul lui Tony Hunter în premiera mondială a spectacolului Dancing In The Dark, la teatrul Old Globe din San Diego, California. Dancing in the Dark este bazat pe filmul The Band Wagon al anilor 1950, cu Fred Astaire și Cyd Charisse. Bakula a apărut și în rolul personajului Chris Fulbright în  cinci episodade ale serialului de comedie State of the Union al lui Tracey Ullman, la postul de televiziune Showtime.
În 2009, Bakula a jucat în comedia neagră The Informant!, în rolul lui Brian Shepard, un agent FBI care colaborează cu personajul principal, Mark Whitacre (interpretat de Matt Damon).
În aprilie 2009, Bakula s-a alăturat serialului TV Chuck, jucând rolul lui Stephen Bartowski, tatăl înstrăinat al personajului principal. În perioada 31 iulie - 2 august 2009, el a interpretat rolul lui Nathan Detroit în trei reprezentații ale muzicalului Guys and Dolls la Hollywood Bowl. Din luna decembrie a anului 2009, Bakula a început să apară în rolul cuceritorului celibatar Terry, unul dintre cele trei personaje ale serialului de comedie dramatică Men of a Certain Age al postului TNT, alături de Ray Romano (Joe) și Andre Braugher (Owen). În 2011, el a avut o scurtă apariție vocală în filmul Source Code, ca o aluzie la personajul său din Capcana timpului, rostind celebra sa replică „Oh, boy” („am încurcat-o”).
Tot în 2011, Bakula a apărut în documentarul de lung metraj Căpitanii, conceput și regizat de William Shatner. În acest film, Bakula răspunde întrebărilor căpitanului original din serialul Star Trek despre viața și cariera sa înainte de a intepreta personajul căpitanului Jonathan Archer în Star Trek: Enterprise. Interviul are loc la ferma lui Shatner din California, unde cei doi fac o plimbare călare și discută despre neajunsurile unei cariere în televiziune.
În septembrie 2011, Bakula a jucat în spectacolul Terrible Advice al lui Saul Rubinek, la teatrul Menier Chocolate Factory din Londra.

## Filmografie
- I-Man (1986)
- Gung Ho (serial TV) (1986)[17]
- My Sister Sam (1 episod 1986)
- Designing Women (1986–1988)
- Matlock (2 episoade 1987)
- Eisenhower and Lutz (1988)
- Capcana timpului (1989–1993)
- Sibling Rivalry (1990)
- Necessary Roughness (1991)
- Mercy Mission: The Rescue of Flight 771 (1993)
- Color of Night (1994)
- A Passion to Kill (1994)
- Nowhere to Hide film de televiziune (1994)
- Murphy Brown (14 episoade 1994–1996)
- The Invaders (mini-serie)(1995)
- Lord of Illusions (1995)
- The Bachelor's Baby filmul săptămânii la CBS (1996)
- Mr. & Mrs. Smith (1996)
- Cats Don't Dance (1997)
- Major League: Back to the Minors (1998)
- NetForce (1999)
- Frumusețe americană (1999)
- Above Suspicion (2000)
- In the Name of the People (2000)
- Life as a House (2001)
- What Girls Learn film original Lifetime (2001)
- Star Trek: Enterprise (2001–2005)
- Papa's Angels (2000)
- The Trial of Old Drum (2000) – George Graham Vest
- The New Adventures of Old Christine (3 episoade, 2 în 2006, 1 în 2009)
- Blue Smoke film original Lifetime  (2007)
- American Body Shop (1 episod, 2007)
- Boston Legal (1 episod, 2008)
- State of the Union (5 episoade, 2008)
- The Informant (2009)[18]
- Chuck (8 episoade, 2009–2010)
- Men of a Certain Age (2009–2011)
- Source Code (2011) (voce)
- Căpitanii (2011)